# Dave Weckl
David Joseph Weckl (Saint Louis 8 janvier 1960 - ) est un batteur américain. Jazzman, il s'est également ouvert à d'autres styles comme le funk ou la musique latine. Il est maintenant reconnu comme un des meilleurs batteurs[réf. nécessaire], à notre époque.
C'est à huit ans qu'il eut son premier set de batterie: il fut influencé aussi bien par les grands batteurs de jazz comme Buddy Rich que par les grooves R'n'B.
Dave Weckl a aussi participé à la création de plusieurs livres d'apprentissage à la batterie, comme les différents volumes du livre "Dave Weckl - Ultimate Play-Along For Drums".
Il a été révélé par Chick Corea, grand découvreur de talents, grâce au disque Akoustic Band, où il forme avec John Patitucci une rythmique qui sera aussi celle de l'Elektric Band, avec Frank Gambale à la guitare et Eric Marienthal au saxophone. Il a ensuite participé à un certain nombre de séances, puis a accompagné le guitariste Mike Stern et formé son premier groupe en tant que leader, Master Plan. Il a participé également à l'album du guitariste Bill Connors " Step It" en 84 . Son groupe actuel, The Dave Weckl Band, est très orienté fusion, et il est formé de Tom Kennedy à la basse, Steve Weingart aux claviers et Gary Meek au saxophone. Il a lancé 7 albums solo depuis 1990, trois sous son propre nom et quatre sous le nom de son groupe.
Dave Weckl est également à l'origine d'une série à succès de DVD didactiques d'entraînement à la batterie.

## Équipement
Kit actuel[Quand ?] : Batterie YAMAHA
Cymbales : SABIAN
- HHX Evolution Splash 10"
- HHX Evolution Crash 18"
- HHX Evolution Mini- Chinese 14"
- HHX Evolution O-Zone Crash 18"
- HHX Legacy Hats 14"
- HHX Evolution Effeks Crash 17"
- HHX Legacy Crash 17"
- HHX Evolution Splash 12"
- HHX Evolution Splash 07"

Baguettes : VIC FIRTH